# Centro de Formação Profissional para a Indústria Cerâmica
O Centro de Formação Profissional para a Indústria Cerâmica ou CENCAL é um dos centros de formação profissional de gestão participada criado em 1981 em Caldas da Rainha, Portugal. Trabalha na formação e aperfeiçoamento de profissionais da área de cerâmica além de outras iniciativas como na área de cerâmica criativa.